# گوا-وپ
گوا-وپ (به لاتین: Goa-eup) یک منطقهٔ مسکونی در کره جنوبی است که در جئونسانگبوک-دو واقع شده‌است. گوا-وپ ۶۳٫۸۲ کیلومتر مربع مساحت و ۳۳٬۲۸۰ نفر جمعیت دارد.